# Hans Hellmer
Hans Valentin Hellmer, född 17 juli 1898 i Helsingborg, död 23 mars 1949 i Lund, var en svensk röntgenolog.
Hans Helmar var son till löjtnant Sven August Helmer. Efter studentexamen i Helsingborg 1915, blev han student vid Lunds universitet och avlade medicine kandidatexamen 1919. År 1928 blev Hellmer medicine licentiat vid Karolinska institutet och var 1928–1933 biträdande läkare vid Sophiahemmets röntgeninstitut. Åren 1933–1935 var han underläkare vid Lunds lasaretts radiologiska institution och konsulterande röntgenolog hos Försäkringsrådet 1931–1938. Dessutom var han biträdande överläkare vid Lunds lasaretts röntgendiagnostiska avdelning från 1935. Hellmer blev 1935 medicine doktor och docent i röntgendiagnostik vid Lunds universitet 1935. År 1943 blev han överläkare vid röntgendiagnostiska avdelningen och lärare i röntgendiagnostik vid Lunds universitet och 1946 professor i röntgendiagnostik där.